# Nogentel
 Nogentel  es una población y comuna francesa, en la región de Picardía, departamento de Aisne, en el distrito y cantón de Château-Thierry.

## Demografía
| 413 | 436 | 464 | 345 | 514 | 463 | 569 | 528 | 513 | 523 | 510 | 506 | 489 | 500 | 480 | 490 | 485 | 460 | 398 | 431 | 460 | 501 | 532 | 554 | 526 | 555 | 579 | 617 | 831 | 1 012 | 1 128 | 1 032 | 1 052 |
| Para los censos de 1962 a 1999 la población legal corresponde a la población sin duplicidades (Fuente: INSEE [Consultar]) |     |     |     |     |     |     |     |     |     |     |     |     |     |     |     |     |     |     |     |     |     |     |     |     |     |     |     |     |       |       |       |       |